# Jacques Armand
Jean-Jacques Martin alias Jacques Armand (* 24. Oktober 1957; † 17. April 1991) war ein französischer Comiczeichner.

## Werdegang
Nach dem Kunststudium in Paris begann er als Comiczeichner zu arbeiten.
In Gérard Lambert arbeitete er mit Renaud und in Black out mit Serge Gainsbourg zusammen. Durch den Tod von Jean-Michel Charlier wurde nur eine Geschichte von Ron Clarke veröffentlicht. Jacques Armand starb in einem Verkehrsunfall. Das Album La crypte rouge wurde erst nach seinem Tod veröffentlicht.

## Werke
- 1981: Gérard Lambert
- 1982: Le rayon oublié
- 1983: Black out
- 1985: Le caporal rouge
- 1985: Ric Brio
- 1987: Inspecteur Laflèche
- 1989: Ron Clarke
- 1991: Der Weg des Königs[3]
- 2012: La crypte rouge